# Alergia na substancje zapachowe
Alergia na substancje zapachowe (ang. fragrance allergy) – rodzaj alergii na substancje chemiczne, wykorzystywane jako aromaty w przemyśle kosmetycznym.
Obecnie używanych jest ponad 5000 substancji zapachowych, z tego tylko kilka jest istotnym czynnikiem alergii. Są to:
- alkohol cynamonowy
- hydroksycytronellal
- aldehyd cynamonowy
- izoeugenol
- eugenol
- olejek ilangowy
- absolut mchu dębowego
- geraniol[1]

Obecnie uważa się, że po uczuleniu na nikiel, uczulenie na środki zapachowe jest drugą co do częstości postacią alergii, co świadczy o częstości problemu, zwłaszcza że szacuje się, iż 95% kobiet i 75% mężczyzn ma codzienny kontakt z tymi substancjami.
Alergia na substancje zapachowe przejawia się najczęściej jako alergiczne kontaktowe zapalenie skóry lub pokrzywka przewlekła. Charakterystyczną lokalizacją zmian jest skóra twarzy i kończyn górnych.
Alergia na substancje zapachowe wykrywane jest obecnie za pomocą płatkowych testów skórnych z zastosowaniem substancji fragrance mix, która bywa także nazywana perfume mix. W diagnostyce może być wykorzystywany także balsam peruwiański, który cechuje się jednak mniejszą swoistością wykrywania nadwrażliwości.
Pojęcie Alergia na zapachy nie powinna być utożsamiana z pojęciem alergii na kosmetyki, gdyż w tym drugim wypadku ważną rolę w powstawaniu alergii odgrywają ponadto substancje konserwujące, a wśród nich formalina i parabeny.